# 北海公園

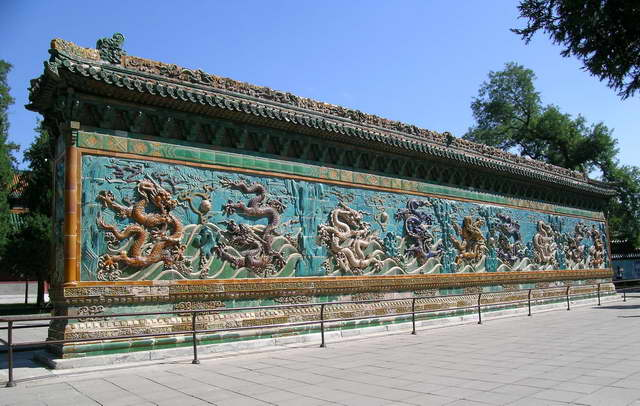
九龍壁

北海公園（ほっかいこうえん、簡体字中国語: 北海公园、拼音: Běihǎi Gōngyuán）は中華人民共和国北京市にあり、故宮の北西に位置する宮廷庭園（旧皇帝御園）である。華北を征服した元朝のクビライは、この島を中心に大都を設計した。

## 歴史
遼代に作られた離宮を起源とし、金、モンゴル、明、清と継承された。モンゴル時代には政治的貢献の大きかった長春道人・丘処機に与えられ、北海の中央にある瓊華島に道観（道教の寺院）が作られた。のちに帝位についたクビライが 瓊華島に住んだこともある。公園として一般開放されたのは、中華人民共和国建国後のことである。

## 概説
現在の公園は湖（北海）と仏教寺院のある島、南岸の団城、北岸の庭園を中心とする建物群からなる。正門のすぐ左手にあるのが、団城である。団城とは、文字通り「丸い城」という意味である。金代には御苑だったが、現在では高さ4.6メートルの煉瓦の城壁が周囲276メートルの長円形の丘を囲んだ小さな要塞である。また、正門をくぐると正面に永安橋が架かっていて瓊華島に渡ることができる。この瓊華島内にそびえたち、先の団城の正面に位置するのが白塔山（万寿山）である。清朝の創始者・順治帝によって創建された永安寺というラマ仏教寺院で、山頂に建てられた白い塔が遠くから人目をひく。瓊華島の左の湖ぎわには、何軒かの食事ができる店やボート乗り場があり、市民公園の雰囲気がある。春から秋にはボートが楽しめ、冬には天然のスケートリンクとなる。